# پاپ بیزانس
دوره پاپ بیزانس (انگلیسی: Byzantine Papacy) دوره تسلط امپراتوری بیزانس بر پاپ روم از سال ۵۳۷ تا ۷۵۲، زمانی که پاپ‌ها برای تقدیس اسقفی به تأیید امپراتوران بیزانس نیاز داشتند، بود و بسیاری از پاپ‌ها از بین وابستگان پاپ به امپراتور (به لاتین: apokrisiarios) یا ساکنان یونان بیزانسی، سوریه رومی یا سیسیل انتخاب شدند. ژوستینین یکم، شبه‌جزیره ایتالیا را در جنگ گوت‌ها (۵۳۵–۵۵۴) مجدداً فتح کرد و سه پاپ بعدی را منصوب کرد، رویه‌ای که توسط جانشینان او ادامه یافت و بعداً به اگزارش راونا واگذار شد.